# The Fable
The Fable (яп. ザ・ファブル Дза Фабуру, "Фейбл") — японская манга, написанная и проиллюстрированная Кацухисой Минами. Она публиковалась в еженедельном журнале Weekly Young Magazine с ноября 2014 по ноябрь 2019 года, а её главы были собраны в 22 танкобона.
Премьера экранизации состоялась в Японии в июне 2019 года, а продолжение — в июне 2021 года. В апреле 2024 года состоялась премьера аниме-телесериала, созданного студией Tezuka Productions.
К июню 2024 года тираж манги превысил 25 миллионов экземпляров, что сделало её одной из самых продаваемых манг. В 2017 году The Fable получила 41-ю Премию манги Коданся в общей категории.

## Синопсис
Вооружённый своим любимым оружием, пистолетом «Найтхок», «Фейбл» — профессиональный убийца, которого боится весь японский преступный мир, политики, гангстеры и общественные деятели. Однажды его спонсор приказывает ему отложить все дела и вести жизнь обычного гражданина в убежище клана якудза в Осаке, где ему запрещено убивать или нападать на кого-либо в течение целого года. Для этого человека с непредсказуемым темпераментом, окружённого готовыми выстрелить преступниками, начинается самый трудный контракт.

## Персонажи
Акира Сато (яп. 佐藤 明 Сато: Акира)
Сейю: Кудзуюки Окицу
Актёры: Дзюнити Окада, Рёка Минамиде (Акира Сато в молодости)
Тихий, но высококвалифицированный киллер, известный под псевдонимом «Фейбл». В прошлом году у него была помощница и водитель, но он ничего не знает ни о ней, ни даже о её имени. Ему приказывают залечь на дно на год и дают имя Акира Сато. Его помощницей стала его «сестра» Ёко.
Ёко Сато (яп. 佐藤 洋子 Сато: Ёко)
Сейю: Миюки Савасиро
Актриса: Фумино Кимура
Женщина с длинными каштановыми волосами и фотографической памятью, которая выступает в роли ассистентки и водителя Фейбла. Ей приказывают затаиться с ним на год. Выступает в роли его сестры и получает имя Ёко Сато.
Босс (яп. ボス Босу)
Сейю: Тецуо Комура
Актёр: Коити Сато
Человек, который назначает «Фейбл» на работу, но затем советует ему взять годовой отпуск и залечь на дно в Осаке вместе с кланом Магуро.
Мисаки Симадзу (яп. 清水 岬 Симадзу Мисаки)
Сейю: Кана Ханадзава
Актриса: Мидзуки Ямамото
Женщина, которая живёт одна в квартире неподалёку от того места, где «Фейбл» и его ассистентка останавливаются в Осаке. Она работает на нескольких работах, чтобы погасить долги своего отца, но Кодзима шантажом заставляет её согласиться стать девушкой по вызову, когда узнает о её прежней карьере фотомодели.
Джаскал Томиока (яп. ジャッカル 富岡 Джяккару Томиока)
Сейю: Джун Фукусима
Актёр: Даисукэ Миягава
Популярный комик, которого «Фейбл» считает забавным.
Хироси Ямада (яп. 浜田 広志 Хамада Хироси)
Сейю: Кодзи Исии
Актёр: Кен Мицуиси
Глава клана Магуро, который согласился приютить «Фейбл» и его помощницу.
Такеси Эбихара (яп. 海老原 剛士 Эбихара Такеси)
Сейю: Акио Оцука
Актёр: Кен Ясуда
Капитан клана Магуро, который недоволен решением приютить Фейбла и его помощницу. Он с подозрением относится к мотивам «Фейбл», но после перенесённого сердечного приступа он привлекает Акиру к своим операциям.
Кендзи Кодзима (яп. 小島 賢治 Кодзима Кендзи)
Сейю: Кендзиро Цуда
Актёр: Юя Ягира
Член клана Магуро среднего ранга, который провёл последние несколько лет в тюрьме. После освобождения он решает продвинуться по рангу в клане и вторгается на территорию Сунагавы.
Сюити Сунагава (яп. 砂川 宗一 Сунагава Сюити)
Сейю: Кодзиро Такахаси
Актёр: Каи Иноваки
Член клана Магуро среднего ранга, который занимается сутенёрством. Видит в Кодзиме угрозу. Тайно планирует повысить ранг в клане Магуро.
Рё Куросио (яп. 黒塩 遼 Куросио Рё)
Сейю: Рёта Ивасаки
Актёр: Каи Иноваки
Обычный член клана Магуро. Мечтает стать наёмным убийцей.
Кацуя Такахаси (яп. 高橋 勝也 Такахаси Кацуя)
Сейю: Юдаи Мино
Член клана Магуро низкого ранга, выполняющий задания Эбихары.
Мацу (яп. マツ Мацу)
Сейю: Киёмицу Мидзюти
Мужчина средних лет, левый глаз которого всегда полуприкрыт. На вид он владелец закусочной, но на самом деле занимается утилизацией трупов, контрабандой и распространением информации.
Кендзиро Такода (яп. 田高田 健二郎 Такода Кендзиро)
Сейю: Такехару Ониси
Актёр: Дзиро Сато
Босс Мисаки и менеджер компании Octopus, который сначала даёт Акире Сато временную работу водителя-экспедитора, но затем нанимает его на полный рабочий день.
Эцуди Каинума (яп. 貝沼 悦司 Каинума Эцуди)
Сейю: Такуми Асахина
Актёр: Масао Ёсии
Избалованный молодой человек из богатой семьи, который работает в компании Octopus и втайне одержим Мисаки.
Мастер (яп. マスター Масута:)
Сейю: Казуя Итидзё
Актёр: Сейдзи Роккаку
Бармен, работающий в баре Buffalo, который часто посещает Ёко.
Юки Каваи (яп. 河合 ユウキ Каваи Юки)
Сейю: Юки Кадзи
Актёр: Синго Фудзимори
В баре Buffalo Ёко встречает мужчину, с которым ей нравится выпивать, потому что он не способен к употреблению алкоголя.
Реи Уцубо (яп. 宇津帆 玲 Уцубо Реи)
Сейю: Синсю Фудзи
Актёр: Синити Цуцуми
Человек, который использует детективное агентство «Тайхэй» в качестве прикрытия для совершения мошенничества, шантажа, похищений и убийств ради денег.
Хинако Саба (яп. 佐羽 ヒナコ Саба Хинако)
Сейю: Тика Анзаи
Актёр: Юрина Хирате
Она стала свидетельницей убийства, совершенного «Фейбл», но теперь прикована к инвалидному креслу после автокатастрофы.
Хироси Судзуки (яп. 鈴木 ヒロシ Судзуки Хироси)
Сейю: Такехито Коясу
Актёр: Масанобу Андо
Убийца, нанятый Уцубо для оказания помощи в похищении Кайнумы для того, чтобы вымогать денег у его матери.
Цутому Изаки (яп. 井崎 勤 Изаки Цутому)
Сейю: Ёсихиро Канемицу
Актёр: Дзюн Куросе
Сообщник Уцубо, который помогает ему в незаконных делах.

## Медиа

### Манга
Манга The Fable, написанная и проиллюстрированная Кацухисой Минами, публиковалась в журнале Weekly Young Magazine от Коданся с 1 ноября 2014 года по 18 ноября 2019 года. То же издательство собрало главы в 22 тома танкобона, выпущенных с 6 марта 2015 года по 5 июня 2020 года. Продолжение под названием The Fable: The Second Contact выходило в Weekly Young Magazine с 19 июля 2021 года по 10 июля 2023 года. Его первый том был выпущен 5 ноября 2021 года.
Спин-офф, также получивший название The Fable, но написанный на хирагане (ざ・ふぁぶる) вместо катаканы, был опубликован на онлайн-платформе Comic Days с 6 марта 2018 года по 26 февраля 2019 года. Танкобон, в который также вошли другие рассказы Минами, был опубликован 5 июня 2020 года.
В марте 2022 года Kodansha USA объявила, что лицензировала мангу для цифрового издания на английском языке; в октябре 2023 года было объявлено, что мангу планируется опубликовать в печатном виде. Первый том вышел 9 апреля 2024 года. 
10 марте 2025 г. издательство Alt Graph открыло предзаказ на издания на русском языке, выход первых 2 томов в формате омнибуса запланирован на конец апреля 2025 г.

### Игровой фильм
21 июня 2019 года в Японии состоялась премьера экранизации манги режиссёра Кана Эгути. В фильме роль «Фейбл» сыграл Дзюнъити Окада.
Премьера фильма-сиквела под названием The Fable: A Hitman Who Doesn’t Kill (яп. ザ・ファブル 殺さない殺し屋 за фабуру коросанаи коросия) первоначально была анонсирована на 5 февраля 2021 года, однако за месяц до запланированной даты выхода было объявлено, что фильм будет отложен из-за пандемии COVID-19. В итоге премьера фильма состоялась 18 июня того же года.

### Аниме
10 июля 2023 года было объявлено о готовящейся адаптации аниме-телесериала. Анимационный фильм снят студией Tezuka Productions режиссёром Ресукэ Такахаси, сценарий написан под руководством Юи Такасимы в соавторстве с Маюми Моритой, над дизайном персонажей работали Кюма Осита, Саки Хасэгава и Дзюнъити Хаяма, а музыку написал Сюитиро Фукухиро. Премьера сериала состоялась 7 апреля 2024 года на телеканале Nippon TV и его филиалах. К показу планируется два сезона подряд.
Экранизация будет выпущена в рамках партнерства Disney и Коданся. Аниме официально транслируется на Disney+ по всему миру и Hulu в США.

#### Список серий
| №  | Название                                                                                             | Режиссёр            | Сценарист    | Раскадровщик        | Дата первого показа  |
| -- | --- | ------------------- | ------------ | ------------------- | -------------------- |
| 1  | Переезд (яп. お引っ越し охиккоси)                                                                    | Синтаро Мацуи       | Юя Такасима  | Такаси Камей        | 7 апреля 2024 года   |
| 2  | Чудесная ночь (яп. 素晴らしい夜 субарасии ёру)                                                       | Хиромити Матано     | Юя Такасима  | Казуо Терада        | 14 апреля 2024 года  |
| 3  | Догонялки (яп. 鬼ごっこ онигокко)                                                                    | Дайсуке Накадзима   | Юя Такасима  | Дайсуке Накадзима   | 21 апреля 2024 года  |
| 4  | Разговоры о жизни (яп. 命の話...... иноти но ханаси)                                                 | Нориюки Номата      | Маюми Морита | Казуо Терада        | 28 апреля 2024 года  |
| 5  | Ты слушаешь меня?! (яп. 聞いとんのかコラ!! ки:тон но ка кора!!)                                      | Дайсуке Накадзима   | Юя Такасима  | Дайсуке Накадзима   | 5 мая 2024 года      |
| 6  | Празднование освобождения (яп. 出所祝い дедокоро иваи)                                               | Такаси Камей        | Юя Такасима  | Кей Сотокава        | 12 мая 2024 года     |
| 7  | Реалист (яп. 現実主義♡ гендзицу сюги♡)                                                               | Рей Куросава        | Юя Такасима  | Казуо Терада        | 19 мая 2024 года     |
| 8  | Потому что я... ты знаешь (яп. だってだって、なんだもん♪ датте датте, нандамон♪)                     | Сюма Каникубо       | Маюми Морита | Казуо Терада        | 26 мая 2024 года     |
| 9  | Киллер? (яп. もしかして殺し屋..... моси касите коросия.....)                                         | Хиромити Матано     | Маюми Морита | Юдзо Сато           | 2 июня 2024 года     |
| 10 | Призрак балкона (яп. ベランダの怪人...... беранда но кайдзин......)                                  | Синтаро Мацуи       | Юя Такасима  | Синтаро Мацуи       | 9 июня 2024 года     |
| 11 | Судьбоносный день (яп. 運命の一日です♪ унмей но цуйтати десу♪)                                       | Рюта Ямамото        | Юя Такасима  | Казуо Терада        | 16 июня 2024 года    |
| 12 | Всегда есть кто-то лучше тебя (яп. 上には上── уэни ва уэ) (Имеется ввиду поговорка "上には上がいる") | Тору Ёсида          | Юя Такасима  | Дайсуке Накадзима   | 23 июня 2024 года    |
| 13 | Брат... брат... (яп. アニキ.....アニキ.....。 аники......аники.....)                                 | Аяка Кобаяси        | Маюми Морита | Казуо Терада        | 30 июня 2024 года    |
| 14 | Люблю тебя, брат! (яп. 好きです兄さん!! сукидесу нии-сан!!)                                          | Такаси Камей        | Маюми Морита | Дайсуке Накадзима   | 7 июля 2024 года     |
| 15 | Выживание? (яп. もしかしてサバイバル..... моси касите сабаибару.....)                                | Синтаро Камияма     | Юя Такасима  | Казуо Терада        | 14 июля 2024 года    |
| 16 | Спускающийся с горы (яп. 下山の男..... гезан но отако.....)                                          | Митиносуке Накамура | Юя Такасима  | Митиносуке Накамура | 21 июля 2024 года    |
| 17 | Рей Уцубо (яп. ウツボレイ.... уцубо рей....)                                                         | Синтаро Мацуи       | Маюми Морита | Синтаро Мацуи       | 28 июля 2024 года    |
| 18 | Приветствие (яп. カンパイのパイ...... кампай но пай......)                                           | Такаси Камей        | Маюми Морита | Такаси Камей        | 4 августа 2024 года  |
| 19 | — | —                   | —            | —                   | 18 августа 2024 года |

## Награды
К январю 2021 года тираж манги составил восемь миллионов экземпляров; к октябрю 2022 года — более 20 миллионов экземпляров; и к июню 2024 года — более 25 миллионов экземпляров.
В 2017 году The Fable получила 41-ю премию манги Коданся в общей категории. Манга заняла 14-е место в рейтинге самых лучших аниме для мужской 2020 года Kono Manga ga Sugoi!. В 2024 году The Fable была номинирована на категорию «Лучший комикс» на 51-м Международном фестивале комиксов в Ангулеме.

## Комментарии
1. 1 2 3  Информация взята из финальных титров каждого эпизода.
2. ↑  Из-за трансляции летних Олимпийских игр 2024 года этот эпизод был отложен на неделю по сравнению с первоначально запланированной датой выхода в эфир — 11 августа 2024 года.